# Gunder Bengtsson
Gunder Bengtsson (* 2. Februar 1946 in Sysslebäck, Värmlands län; † 2. August 2019) war ein schwedischer Fußballtrainer. Er ist vor allem als Trainer der Mannschaft von IFK Göteborg bekannt, die den UEFA-Pokal 1986/87 gewann.

## Werdegang
Bengtsson spielte bei verschiedenen unterklassigen Klubs in Schweden, Höhepunkt waren seine Jahre bei IK Brage, für den er in der zweitklassigen Division 1 und der drittklassigen Division 2 antrat. 1974 wurde er Spielertrainer bei Sysslebäck BK und mit dem Aufstieg in die Sechstklassigkeit gelang sein erster Erfolg als Trainer. Ende der 1970er Jahre trainierte er den Drittligisten Torsby IF, ehe er 1981 als Assistenztrainer von Sven-Göran Eriksson zum IFK Göteborg wechselte. Zusammen gelang der Triumph im UEFA-Pokal 1981/82, als der favorisierte Hamburger SV in den beiden Finalspielen geschlagen werden konnte. Nachdem Eriksson daraufhin den Klub in Richtung Benfica Lissabon verließ wurde Bengtsson dessen Nachfolger und beendete die Spielzeit 1982 als schwedischer Meister.
Der norwegische Klub Vålerenga IF warb nach den Erfolgen Bengtsson nach Ende der Spielzeit ab. In der 1. Divisjon führte er den Klub in den folgenden beiden Jahren jeweils zum Meistertitel. Dennoch verließ er den Klub und folgte mit etwas zeitlichem Abstand Eriksson in die portugiesische Primeira Divisão zu Nacional Funchal. Dort blieb er jedoch erfolglos und kehrte, nachdem er gefeuert wurde, zu Vålerenga IF zurück. Doch auch hier verweilte er nur kurz und zur Spielzeit 1985 wurde er vom amtierenden schwedischen Meister IFK Göteborg unter Vertrag genommen. Im folgenden Europapokal der Landesmeister 1985/86 erreichte die Mannschaft nach Siegen unter anderem über Fenerbahçe Istanbul und den FC Aberdeen das Halbfinale gegen den FC Barcelona. Nach einem 3:0-Erfolg im Hinspiel über die Katalanen sah der schwedische Klub bereits wie ein sicherer Endspielteilnehmer aus, der spanische Klub konnte jedoch im Rückspiel mit einem 3:0-Sieg egalisieren und das anschließende Elfmeterschießen für sich entscheiden. Im folgenden Jahr erreichte der Klub nach Erfolgen über Sparta Prag, BSG Stahl Brandenburg, KAA Gent, Inter Mailand und Swarovski Tirol die Endspiele im UEFA-Pokal, die durch Tore von Lennart Nilsson beim 1:0-Heimerfolg und dem 1:1-Unentschieden im Rückspiel bei Dundee United für die Schweden entschieden wurden. Am Ende der Spielzeit 1987 konnte Bengtsson zudem seinen zweiten schwedischen Meistertitel feiern. 
Im Sommer 1988 lockte der griechische Spitzenklub Panathinaikos Athen Bengtsson in die Alpha Ethniki. Zwar reichte es in der Liga nur zu einem fünften Tabellenrang, der Verein erreichte jedoch unter Bengtssons Leitung das Endspiel um den griechischen Pokal. Nach Toren von Dimitrios Saravakos und Christos Dimopoulos stand es nach 120 Spielminuten inklusive Verlängerung gegen Olympiakos Piräus 2:2-Unentschieden. Nachdem Torwart Nikos Sarganis im Elfmeterschießen zwei Strafstöße parieren konnte, triumphierte Bengtsson auch in diesem Wettbewerb. Dennoch verließ er den Klub nach nur einer Spielzeit in Richtung Ehrendivision. Bei Feyenoord Rotterdam bildete er zusammen mit Pim Verbeek das Trainerduo des Klubs. Jedoch blieben die Erfolge aus und nach einer deutlichen 0:6-Schlappe gegen PSV Eindhoven am 6. März 1991 wurden die beiden durch Wim Jansen ersetzt.
Bengtsson kehrte 1992 nach Schweden zurück und erreichte mit dem seinerzeitigen schwedischen Rekordmeister Örgryte IS vordere Platzierungen in der Allsvenskan. Im Mai 1996 wechselte er erneut nach Griechenland und übernahm PAOK Saloniki, wo er jedoch nur ein halbes Jahr verbrachte und am 1. Dezember freigestellt wurde. Bengtsson blieb in Südeuropa und verzeichnete 1997 einen kurzen Aufenthalt in Zypern auf der Trainerbank von Apollon Limassol. Anschließend kehrte er nach Schweden zurück und arbeitete in der Folge im Management von IFK Göteborg. 
2000 nahm Bengtsson seine Trainerkarriere wieder auf und unterschrieb einen Vertrag beim norwegischen Erstligisten Molde FK. 2002 erreichte er mit dem Klub hinter Serienmeister Rosenborg BK die Vizemeisterschaft. Nach einem schwachen Start in der folgenden Spielzeit wurde er vom Klub entlassen.

## Erfolge
- UEFA-Pokalsieger: 1987
- Schwedischer Meister: 1982, 1987
- Norwegischer Meister: 1983, 1984
- Griechischer Pokalsieger: 1989